# Igbo jezik
Igbo jezik (ISO 639-3: ibo; ibo), najvažiji jezik skupine Igboid, šire skupine Benue-kongoanskigh jezika kojim govori oko 18 000 000 ljudi (1999 WA), pripadnika etničke skupine Igbo ili Ibo, raširenih na velikom području Nigerije u državama Abia, Anambra, Enugu, Imo, Akwa Ibom, Delta i Rivers. Glavni je trgovački jezik u državama Abia, Anambra, Ebonyi, Enugu i Imo. Na jeziku ibo vode se i radio programi i TV-emisije.

## Dijalekti
Dijalekti su mu owerri (isuama) i umuahia, na kojima se temelji standardni literalni oblik, a uz njih su i onitsha, orlu, ngwa, afikpo, nsa, oguta, aniocha, eche, egbema, oka (awka), bonny-opobo, mbaise, nsuka, ohuhu i unwana.

## Vanjske poveznice
- Ethnologue (14th)
- Ethnologue (15th)